# فرودگاه اوبر لیک /نورث آو سیکستی
فرودگاه اوبر لیک /نورث آو سیکستی (به انگلیسی: Obre Lake/North of Sixty Airport) یک فرودگاه خصوصی با کد یاتا YDW است که یک باند فرود رس و شن و ماسه دارد و طول باند آن ۱٬۸۳۹ متر است. این فرودگاه در کشور کانادا قرار دارد و در ارتفاع ۳۶۶ متری از سطح دریا واقع شده‌است.